# Senri Oe
Senri Oe (Osaka, 6 de septiembre de 1960) es un músico, productor, cantante y compositor japonés.

## Carrera
Senri Oe logró reconocimiento en su país con su carrera en la música pop en las décadas de 1980 y 1990. Entre sus lanzamientos (con un total de 45 sencillos y 18 álbumes originales), hay ocho trabajos que recibieron el disco de oro en Japón (el equivalente japonés al Grammy al mejor álbum).
La música pop de Senri Oe se hizo muy popular en Japón después de su primer sencillo "Wallabee Shoes" de 1983, llevándolo a brindar conciertos en grandes escenarios del país asiático como el Nippon Budokan, el Yokohama Arena, el Estadio de Yokohama, el Estadio Chiba Marine y el Domo de Seibu, entre otros. También ha escrito y producido música para otros artistas como Seiko Matsuda, Misato Watanabe, Hiromi Go, Hikaru Genji y Sayuri Ishikawa. En las décadas de 2010 y 2020 ha cambiado su estilo al jazz.

## Discografía
- Waku Waku (1983)
- Pleasure (1984)
- Miseinen (1985)
- Chibusa (1985)
- Avec (1986)
- Olympic (1987)
- 1234 (1988)
- Redmonky Yellowfish (1989)
- Apollo (1990)
- Homme (1991)
- Rokko Oroshifuita (1992)
- Giant Steps (1994)
- Senri Happy (1996)
- Room (1998)
- Solitude (2000)
- First Class (2001)
- Untitled Love Songs (2002)
- Ghostwriter (2005)
- Boys Mature Slow (2012)
- Spooky Hotel (2013)
- Collective Scribble (2015)
- Answer July (2016)
- Boys & Girls (2018)
- Hmmm (2019)